# Aivaras Stepukonis
Aivaras Stepukonis (Kaunas, 1972-) é um músico e filósofo lituano.
Stepukonis tirou um bacharelato em teologia e filosofia na Universidade Franciscana de Steubenville em 1995 e o grau de mestrado na Academia Internacional de Filosofia no  Liechtenstein em 1997. Em 2005, ele defendeu uma tese no Lithuanian Culture, Philosophy, and Art Research Institute. No mesmo ano ele lançou uma monografia sobre  Max Scheler e sociologia do conhecimento (Pavergto mąstymo problema: Maxas Scheleris ir žinojimo sociologijos ištakos; ISBN 9986638658).
Ele foi vocalista na banda Pėdsakai ("Pegadas") de 1998 a 2001, quando decidiu iniciar uma carreira a solo. Ele foi nomeado como artista do ano para os 2001 Bravo awards. Na final nacional lituana para escolher a canção para o Festival Eurovisão da Canção 2002  terminou em segundo lugar. Contudo, acabaria por representar a Lituânia no Festival Eurovisão da Canção 2002 em Tallinn, com a canção "Happy You" porque os vencedores da final lituana B'Avarija foram desqualificados. Aivaras não foi feliz, terminando em 23.º e penúltimo lugar.Apesar do mau resultado, ele gravou três álbuns até 2010.Aivaras, Myliu arba tyliu e Sage & Fool.

## Discografia
- Aivaras (2002)
- Myliu arba tyliu (2005)
- Sage & Fool (2010)